# Carl Frydensberg
Carl Edvard Frydensberg (5. oktober 1872 i København – 22. april 1944 i Svanninge) var en dansk maler.
Carl Frydensberg var elev hos Malthe Engelsted ca. 1883; siden hos Jens Jensen Egeberg. Hans uddannelse fortsatte han på Kunstnernes Studieskole, hvor han arbejdede 1888-91 med Laurits Tuxen og P.S. Krøyer som lærere. Carl Frydensberg blev som ung introduceret til symbolismen af Mogens Ballin og fjernede sig fra realismen med en række bemærkelsesværdige portrætter og figurkompositioner. En kort årrække omkring århundredeskiftet bar Frydensbergs malerier præg af hans interesse for de engelske prærafaelitter, men et længere ophold i Paris i 1906 betød en omvæltning i impressionistisk retning. Fra 1907 malede han især landskaber og blomsterbilleder samt enkelte portrætter

## Hæder
- 1904 De Bielkeske Legater
- 1904 Den Hielmstierne-Rosencroneske Stiftelse
- 1905 Dronning Alexandras Legat
- 1906, 1910, 1913 Akademiets stipendium
- 1907 Den Raben-Levetzauske Fond